# Сахіб-Керей-хан
Сахіб-Керей-хан (1830-1847) — казахський правитель, останній хан Внутрішньої (Букеївської) орди.

## Життєпис
Був старшим сином Жангір-хана. Навчався в імператорському пажеському корпусі в Санкт-Петербурзі.
Після смерті Жангіра мати Сахіба намагалась передати ханський престол своєму старшому сину й викликала його до ханської ставки. Для управління державою було сформовано піклувальну раду при 15-річному Сахіб-Керей-хані. Восени 1845 року під тиском оренбурзького генерал-губернатора Володимира Обручева Сахіб-Керей-хан був змушений залишити Внутрішню орду та повернутись до Санкт-Петербурга, щоб продовжити навчання.
У липні 1847 року царський уряд надав Сахіб-Керей-хану княжий титул, йому дозволили виїхати на батьківщину. Дорогою в казахський степ Сахіб-Керей-хан раптово помер. Після його смерті ханську владу в Букеївській орді було ліквідовано.